# John Thurber
John Thurber (1649-1717) fue un comerciante pirata y esclavista activo frente a Madagascar. Es mejor conocido por su papel en la introducción del arroz en Estados Unidos como cultivo básico y producto de exportación.

## Biografía
Es conocido principalmente por lo que podría ser un evento apócrifo. En 1685 estaba en un viaje de regreso desde Madagascar cuando su barco resultó dañado por una tormenta y se desvió de su rumbo. Llegó a Charleston para realizar reparaciones, donde conoció al médico y explorador local Henry Woodward. A cambio de la hospitalidad y asistencia de Woodward, le dio una bolsa de semillas de arroz de Madagascar. Woodward plantó el arroz, que floreció tan bien en el suelo pantanoso de Carolina que su producción asombró a los colonos. En unos pocos años, el arroz se convirtió en el cultivo principal de la colonia y permaneció así hasta la era moderna. Los historiadores debaten si la historia es cierta y señalan otras introducciones anteriores de arroz en el área (esto ha provocado la idea errónea de que los piratas trajeron el arroz Málagasay a las Américas), así como análisis de cultivares de arroz que apuntan a África occidental en lugar de orígenes malgaches. La historia de su participación persiste y desató un dramático relato ficticio que involucra a un polizón y un romance condenado al fracaso.
En 1687, cerca de Campeche se encontró con el pirata John Coxon, quien lo obligó a embarcar a varios indígenas, a quienes transportó en ferry a Nueva Providencia hasta que pudieran ser devueltos a Jamaica. Fue nombrado entre otros piratas como Christopher Goffe y Thomas Woolerly, que utilizaban islas de las Bahamas en busca de agua y suministros. Su nombre también aparece como testigo en la escritura del comerciante neoyorquino Andrew Browne ese mismo año. Continuando con sus viajes de comercio de esclavos a Madagascar, trabajó con otro comerciante de Nueva York, Frederick Philipse. Hizo un viaje de suministros en 1693 en el bergantín Charles de 200 toneladas, 10 cañones y 30 hombres de Philipse hasta el puesto comercial pirata de Adam Baldridge en la Isla Santa María frente a Madagascar, trayendo bienes generales y regresando con esclavos.
Baldridge mantuvo extensos registros de sus acuerdos comerciales. El 5 de octubre zarpó de St. Maries a Mauratan para recibir esclavos, después de haber vendido parte de su cargamento a colonos en Madagascar.
El propio bergantín Charles serviría bajo el mando de otros capitanes, en particular John Halsey durante la Guerra de Sucesión Española.